# Saint-Georges-Haute-Ville
Saint-Georges-Haute-Ville là một xã trong tỉnh Loire miền trung nước Pháp.